# Slatina (Leskovac)
Slatina (em cirílico: Слатина) é uma vila da Sérvia localizada no município de Leskovac, pertencente ao distrito de Jablanica, na região de Jablanica. A sua população era de 480 habitantes segundo o censo de 2002.

## Demografia
| 1948 | 1953 | 1961 | 1971 | 1981 | 1991 | 2002 | 2011 |
| ---- | ---- | ---- | ---- | ---- | ---- | ---- | ---- |
| 588  | 682  | 680  | 674  | 720  | 677  | 639  | 480  |